# Astrid Rodríguez
Astrid Bibiana Rodríguez Cortés (Bogotá, siglo XX ) es una educadora e investigadora colombiana. Ejerció como ministra del Deporte de Colombia, desde el 7 de marzo de 2023; hasta el 15 de febrero de 2024 en el gobierno de Gustavo Petro.

## Biografía
Nació en Bogotá. Tras realizar estudios en la Universidad Pedagógica Nacional, obtuvo la licenciatura en educación física. Posteriormente, realizó estudios de posgrado, obteniendo una maestría en Educación, por la misma universidad.
Cuenta con un doctorado cum laude en Estudios Sociales, en la Universidad Externado de Colombia, por su trabajo: "Subjetividades en el espacio público: la ciclovía de Bogotá".
También tiene una especialización en Altos Estudios del Deporte, por la Universidad Jorge Tadeo Lozano.

### Trayectoria
Durante su trayectoria, trabajó como profesora en la Universidad Pedagógica Nacional, por catorce años. Fue maestra de la secretaría de educación de Alcaldía Mayor de Bogotá y además, fue parte del equipo encargado de la formulación de las políticas públicas de educación física y deporte en el periodo 2010-2019 del Ministerio de Educación Nacional.

### Ministra de Estado
El 27 de febrero de 2023, fue nombrada por el presidente Gustavo Petro, como ministra del Deporte de Colombia. Fue posesionada como tal, el 7 de marzo del mismo año.

### Controversias
En enero de 2024 se le da a conocer al gobierno colombiano que el país perdió la sede de los juegos panamericanos al incumplir el cronograma de pagos pactados con la Organización encargada de su realización.
En posteriores investigaciones se revela que el Ministerio del Deporte en cabeza de la ministra Rodríguez nunca solicitó al Ministerio de Hacienda los recursos correspondientes,esto a pesar de que la ministra había declardo en noviembre de 2023 contar con el dinero para el pago. Finalmente, en enero la misma ministra reconoció que la ley donde se solicitaban los recursos apenas se firmó el 15 de diciembre de 2023 y tendría vigencia a partir del año siguiente.
Este comunicado de prensa del Ministerio del Deporte también aseguraba que se tenía un acuerdo con la organización de los juegos para extender la fecha de pago; el mismo fue desmentido por la Organización PanamSports en un comunicado oficial, donde se reiteraban las fechas de pago pactadas en el contrato oficial firmado entre el gobierno colombiano y la Organización, además de denunciar los múltiples incumplimientos presentados por el gobierno nacional.
Esta situación llevó a que se radicara una moción de censura a la ministra en el Congreso de la República,además del inicio de investigaciones por parte de la Procuraduría General de la Nación.
El 15 de febrero de 2024 presentó su renuncia al cargo de ministra del deporte, la cual fue aceptada por el presidente Gustavo Petro.

## Publicaciones
- Cortés, A. B., Chávez, L. V., Aldana, K., Rodríguez, I., & Cabanzo, C. (2022). Recreación y espacio público. Dimensión ciudadana de los deportes urbanos y nuevas tendencias.
- Rodríguez Cortés, Astrid Bibiana; Rodríguez Villamil, Hernán; Chávez Plazas, Yuri Alicia (27 de abril de 2022). «La familia como escenario territorial en la transmisión cultural de la paz.». Tabula Rasa (41): 249-267. ISSN 2011-2742. doi:10.25058/20112742.n41.11. Consultado el 1 de marzo de 2023.
- Uribe Sarmiento, John Jairo; Rodríguez Cortes, Astrid Bibiana (18 de abril de 2022). «Tensiones del acuerdo de paz: entre la estatalidad y la cotidianidad del hogar». Ciudad Paz-ando 15 (1): 66-79. ISSN 2422-278X. doi:10.14483/2422278X.18826. Consultado el 1 de marzo de 2023.
- Díaz-Soler, Carlos Jilmar; Rodríguez-Cortés, Astrid Bibiana; Rodríguez-Villamil, Hernán; Chávez-Plazas, Yuri Alicia; Aguirre-Dávila, Eduardo (12 de diciembre de 2021). Transmission of Culture and Post-Agreement. The Case of Mothers in Bogotá in the Challenge of Peace. Laura Giselle Campo Sepúlveda. ISBN 978-958-53616-4-5. doi:10.17227/op.2021.1645. Consultado el 1 de marzo de 2023. (enlace roto disponible en Internet Archive; véase el historial, la primera versión y la última).